# Mbaïki
Mbaïki is een stad in het zuiden van de Centraal-Afrikaanse Republiek, en tevens de hoofdstad van het prefectuur Lobaye. De stad ligt 107 kilometer van de hoofdstad van het land: Bangui. In 1911 werd de stad deel van de Duitse kolonie Neukamerun.